# Chechło (Rudziniec)
Chechło (deutsch Chechlau, 1936–1945 Strahlheim) ist eine Ortschaft in Oberschlesien. Sie liegt in der Gemeinde Rudziniec (Rudzinitz) im Powiat Gliwicki (Landkreis Gleiwitz) in der Woiwodschaft Schlesien.

## Geschichte
Der Ort entstand spätestens im 13. Jahrhundert. 1295–1305 wurde der Ort im Liber fundationis episcopatus Vratislaviensis (Zehntregister des Bistums Breslau) urkundlich als „Chechel“ erwähnt.
Der Ort wurde 1783 im Buch Beyträge zur Beschreibung von Schlesien als Chechlow erwähnt, gehörte einem Herrn Johann Gustav von Strachwitz und lag im Kreis Tost des Fürstentums Oppeln. Damals hatte er vier Vorwerke (drei davon mit den Namen Dziedziekau, Tomaskau und Stodalkau), zwei Mühlen, eine katholische Kirche und Schule, 28 Bauern und 27 Gärtner. 1865 bestand Chechlau aus einem Gut und einem Dorf. Der Ort hatte zu diesem Zeitpunkt 27 Bauernstellen, 24 Gärtnerstellen und 33 Häuslerstellen, sowie eine hölzerne katholische Kirche namens St. Valentin, eine Schule, ein Gemeindehaus und eine Mühle mit einem amerikanischen und einem deutschen Gang im Weiler Gacz. Zu Chechlau gehörten damals zudem die Orte Oberhof, Niederhof, die Schäferei, Dziedzinka, Stodolka, Buczek, Gacz und Tomaskau.
Bei der Volksabstimmung in Oberschlesien am 20. März 1921 stimmten vor Ort 161 Wahlberechtigte für einen Verbleib Oberschlesiens bei Deutschland und 395 für eine Zugehörigkeit zu Polen. Chechlau verblieb nach der Teilung Oberschlesiens beim Deutschen Reich. 1936 wurde der Ort im Zuge einer Welle von Ortsumbenennungen der NS-Zeit in Strahlheim umbenannt. Bis 1945 befand sich der Ort im Landkreis Tost-Gleiwitz.
1945 kam der bis dahin deutsche Ort unter polnische Verwaltung und wurde anschließend der Woiwodschaft Schlesien angeschlossen und ins polnische Chechło umbenannt. 1949 brannte die Schrotholzkirche aus. 1950 kam der Ort zur Woiwodschaft Kattowitz. 1952 wurde die neue Kirche geweiht. 1999 kam der Ort zum wiedergegründeten Powiat Gliwicki und zur Woiwodschaft Schlesien.

## Bauwerke
- Moderne Kirche aus dem Jahr 1952
- Wegkreuze